# 미하엘 초어크
미하엘 초어크(Michael Zorc, 1962년 8월 25일, 노르트라인베스트팔렌주, 도르트문트 ~)는 은퇴한 독일의 축구 선수로, 현역 시절 중앙 미드필더로 활약하였다.
선수시절 초년 장발로 "수지" (Susi) 라는 별칭으로 불렸던 그는 보루시아 도르트문트 선수로만 활약하였고, 총 17 시즌 동안 약 600경기를 출전하였다. 이후, 그는 도르트문트의 스포르팅 매니저가 되었다.

## 선수 경력
초어크는 1981년과 1998년 사이 보루시아 도르트문트 소속으로 463 분데스리가 경기에 출전 (클럽 기록) 하였고, 그 기간 동안 주장으로 활약하며 서포터의 큰 지지를 받았다. 그는 뛰어난 페널티킥 실력으로 한때 클럽 역대 최다 득점자 명단에서 2위에 랭크된 적이 있었다. 그가 출전했던 첫 리그 경기는 1981년 10월 24일, 0-2로 패했던 SV 베르더 브레멘 전이었고, 데뷔했던 시즌으로부터 1년 후인 1982-83 시즌에는 주전이 되었다.
초어크는 말년에 큰 성공을 거두었는데, 이때 도르트문트는 리그 2연패를 달성하였고, UEFA 챔피언스리그 1996-97 우승을 거두고, 인터콘티넨털컵도 가져갔다. 그는 총 일곱 시즌을 10골 이상씩 득점하였고, 특히 1994년부터 1996년까지의 두 시즌에는 각각 15골씩 득점하였다.
초어크는 독일 축구 국가대표팀 소속으로 국가대항전을 7경기 뛰었으나, 어느 국제대회에도 출전하지 못하였다. 그는 1992년 12월 16일, 30세의 나이에 1-3으로 패했던 브라질전에서 국가대항전에 처음으로 출전하였다.
36세쯤에 은퇴한 초어크는 이후 보루시아 도르트문트의 스포르팅 매니저가 되었고, 현재도 이 직위를 맡고 있으며, 그동안 팀은 2001-02 시즌, 2010-11 시즌, 2011-12 시즌에 리그 우승을 거두었다.

## 수상

### 보루시아 도르트문트
- 푸스발-분데스리가: 1994–95, 1995–96
- DFB-포칼: 1988–89
- DFL 슈퍼컵 : 1989, 1996
- 인터콘티넨털컵: 1997
- UEFA 챔피언스리그: 1996–97
- UEFA컵 준우승: 1992–93
- UEFA 슈퍼컵 준우승: 1997

### 독일
- FIFA U-20 월드컵: 1981
- UEFA U-19 챔피언쉽: 1981

## 사생활
초어크의 아버지, 디터는 1부리그의 VfL 보훔 (1971-1973)에서 활약하였고, 독일 아마토이어 대표팀 일원으로도 활약했었다. 그는 2007년말, 68번째 생일을 앞두고 별세하였다.

## 같이 보기
- 원클럽맨 명단